# Rachesa
Rachesa — род чешуекрылых из семейства павлиноглазок и подсемейства Ceratocampinae.

## Систематика
В состав рода входят:
- Rachesa beteuili (Bouvier, 1927) — Эквадор
- Rachesa adusta (Rothschild, 1907) — Эквадор